# داود مهدوی‌زادگان
داود مهدوی‌زادگان (متولد ۱۳۴۳) روحانی ایرانی و پژوهشگر حوزه فقه و علوم سیاسی است. او دارای مدرک دیپلم اتومکانیک از هنرستان و سطح ۴ حوزه و دانشیار پژوهشگاه علوم انسانی و مطالعات فرهنگی است.
وی در آذرماه ۱۴۰۰ به سرپرستی سازمان مطالعه و تدوین کتب دانشگاهی در علوم اسلامی و انسانی (سمت) منصوب شد و در اسفند 1403 برکنار گردید.

## تحصیلات و فعالیت‌ها
او در کلاس‌های سید علی خامنه‌ای، سید موسی شبیری زنجانی، حسین وحید خراسانی، جواد تبریزی، مصطفی اعتمادی، شب‌زنده‌دار، حق‌شناس، مؤمن، استادی، خاتمی حضور داشته‌است.
او در قالب کتابی تحت عنوان «کدام حکمت؟ کدام حکومت؟»، کتاب حکمت و حکومت اثر مهدی حائری یزدی را نقد کرده‌است